# Freccia Vallone 1944
La Freccia Vallone 1944, ottava edizione della corsa, si svolse il 14 maggio 1944 per un percorso di 208 km. La vittoria fu appannaggio del belga Marcel Kint, che completò il percorso in 6h11'00" precedendo i connazionali Alberic Schotte e Marcel Quertinmont.
Al traguardo di Charleroi furono 19 i ciclisti, dei 53 partiti da Mons, che portarono a termine la competizione.

## Ordine d'arrivo (Top 10)
| Pos. | Corridore           | Squadra            | Tempo    |
| ---- | ------------------- | ------------------ | -------- |
| 1    | Marcel Kint         | Mercier-Hutchinson | 6h11'00" |
| 2    | Alberic Schotte     | Helyett            | s.t.     |
| 3    | Marcel Quertinmont  | A.Trialux-Wolber   | s.t.     |
| 4    | Jules Lowie         | Mercier-Hutchinson | s.t.     |
| 5    | Charles Terryn      | Metròpole-Dunlop   | a 2'58"  |
| 6    | Petrus Vanderrusten | -                  | a 8'04"  |
| 7    | Marcel Lavaux       | -                  | s.t.     |
| 8    | Albert Dubuisson    | A.Trialoux-Wolber  | a 9'12"  |
| 9    | Denis Van Dijck     | Alcyon-Dunlop      | s.t.     |
| 10   | Jean Claessens      | -                  | s.t.     |